# Karl Joseph Eberth

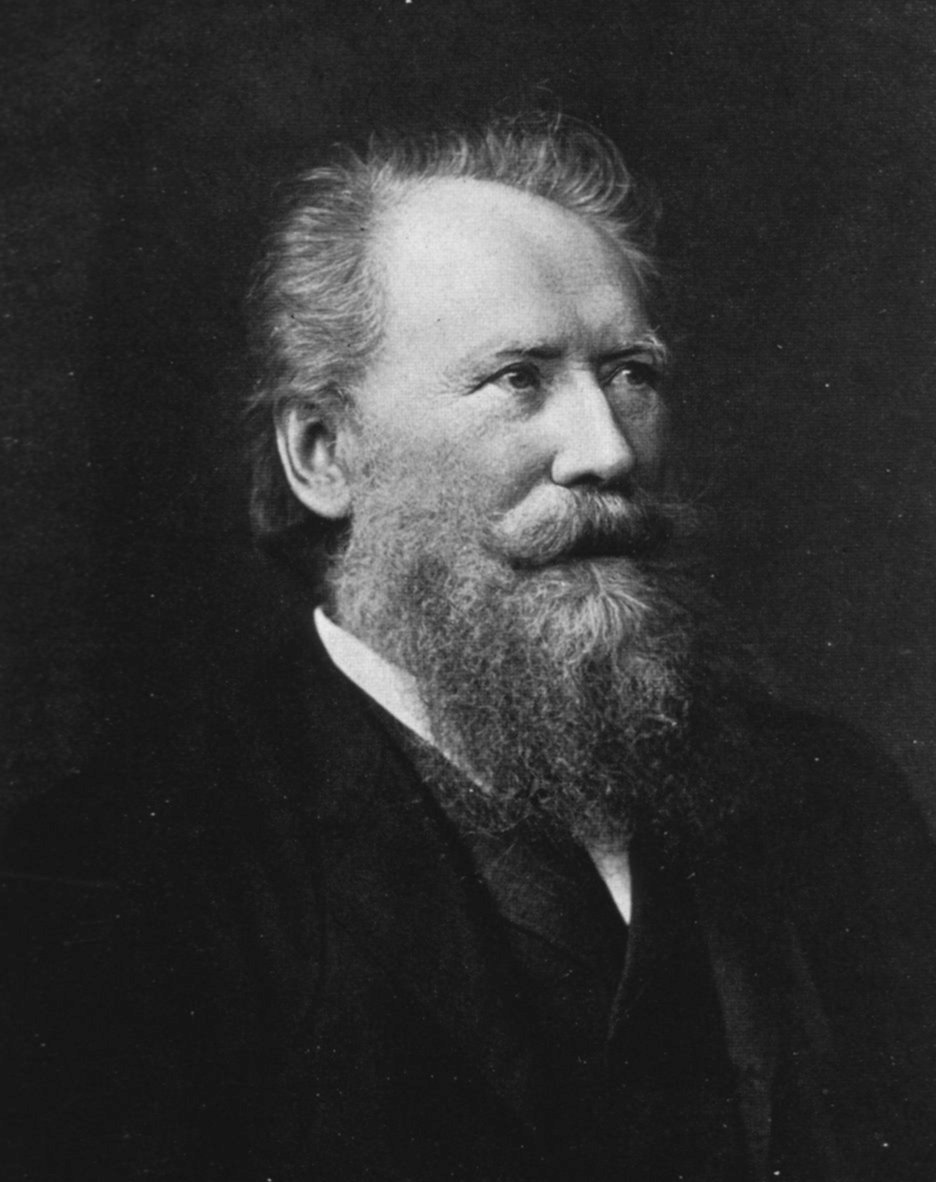
Karl Joseph Eberth

Karl Joseph Eberth, auch Carl Joseph Ebert und Carl Josef Eberth (* 21. September 1835 in Würzburg; † 2. Dezember 1926 in Berlin-Halensee), war ein deutscher Anatom, Pathologe und Hochschullehrer.

## Leben

### Würzburg
Karl Joseph Eberth war der Sohn eines Kunstmalers. Nach dem frühen Tod des Vaters herrschte Armut in der Familie, Eberth trug mit Kunstarbeiten (Scherenschnitt) zum bescheidenen Auskommen bei.
Er studierte in Würzburg Medizin, unter anderem bei Rudolf Virchow, Franz von Leydig und Heinrich Müller. 1859 wurde er mit einer Arbeit über Trichocephalus dispar promoviert und arbeitete als Prosektor der Zootomie und wissenschaftlicher Assistent des Zoologen und Mediziners Albert von Koelliker, der in Würzburg Physiologie und Anatomie lehrte. Zuletzt war er dessen Stellvertreter. 1862 habilitierte Eberth sich, wurde dann Privatdozent und von 1864 bis 1865 Prosektor der Anatomie.

### Zürich
1865 wechselte er als außerordentlicher Professor für Anatomie und Pathologie an die Universität Zürich, wo er 1869 zum Ordinarius des Lehrstuhls für Pathologie, Histologie und Embryologie (an der Zürcher Tierarzneischule) berufen wurde.

### Halle an der Saale
1881 berief man ihn an die Universität Halle, wo er zunächst die vergleichende Anatomie und Histologie, dann die gesamte Anatomie (ab 1893) und schließlich bis zur Emeritierung 1911 die pathologische Anatomie vertrat (ab 1895). Im Jahr 1884 wurde er zum Mitglied der Leopoldina gewählt. Die letzten Lebensjahre verbrachte Eberth in Berlin.

### Familie
Karl Joseph Eberth war verheiratet mit Elisabeth Hollensteiner, der Tochter von Pfarrer Karl Georg Leonhard Hollensteiner.

## Leistung
Die Breite seiner wissenschaftlichen Interessen spiegelte sich in der Vielfalt seiner Veröffentlichungen, die er zum Teil mit meisterhaften Zeichnungen von eigener Hand versehen hat. Geschrieben hat er z. B. als Parasitologe „Über den Peitschenwurm“ (1859) und „Über Nematoden“ (1863). Der Feinbau der Leber, der Herzmuskeln und der männlichen Geschlechtsorgane oder etwa das Wachstum der fetalen Knochen beschäftigten ihn als Anatom und Histologen. Er konnte 1872 zeigen, „dass das Wesen der Diphtherie eine Mykose und dass Bacterien Träger des Contagiums sind.“
Eberth war 1872 der Erstbeschreiber des bei Kindern auftretenden Nephroblastoms.
„Darstellung der Mitosen im regenerierenden Hornhautepithel. C.J. Eberth gehört zu den Ersten, die noch vor Walther Flemming die Mitose gesehen und richtig gedeutet haben.“ Georg Dhom, Geschichte der Histopathologie, S. 733
Vermutungen über einen Erreger des Typhus konnte er histologisch sichern. 1880 beschrieb er gleichzeitig mit Robert Koch den nach ihm „Eberthella typhosa“ (Salmonella typhi) benannten Erreger des Abdominaltyphus, den er in Mesenterialdrüsen entdeckte. Bedeutsam waren auch die „Untersuchung des Auswurfs auf Tuberkelbacillen“ (1891), eine Arbeit über bakterielle Mykosen (1872) und die vermutliche Identifikation des Erregers der Pneumonie (Diplococcus pneumoniae).
Er befasste sich mit der Morphologie des lymphatischen Systems (Lymphgefäße des Herzens) und wandte sich ab 1881 der Pathologie der Thrombose (extrazelluläre Lokalisation des Amyloids, 1880) und Störungsmechanismen der Blutgerinnung (1888) zu.
Innerhalb seines wissenschaftlichen Gesamtwerkes haben die bakteriologischen Arbeiten die größte Bedeutung, wobei seine eigenhändig erarbeiteten „Bakteriologischen Wandtafeln“ (1891–1895) einer breiteren Öffentlichkeit genauere Kenntnisse vermittelten. Seit 1890 fungierte er (zusammen mit Goldschneider) als Herausgeber des Fachjournals „Fortschritte der Medizin“ in Berlin.

## Schriften
- mit A. Belajeff: Ueber die Lymphgefäße des Herzens. In: Arch Pathol Anat Physiol Klin Med. 1/1866, S. 124–131.
- Ueber Kern- und Zelltheilung. In: Arch Path (Berlin). 76/4 1876, S. 523–541.
- Die Organismen in den Organen bei Typhus abdominalis. In: Arch Path (Berlin). 1/1880, S. 58–74.